# Acanthocreagris ronciformis
Acanthocreagris ronciformis es una especie de arácnido del orden Pseudoscorpionida de la familia Neobisiidae.

## Distribución geográfica
Se encuentra en Irán y Turkmenistán.